# Evangelische Kirche Mennighüffen

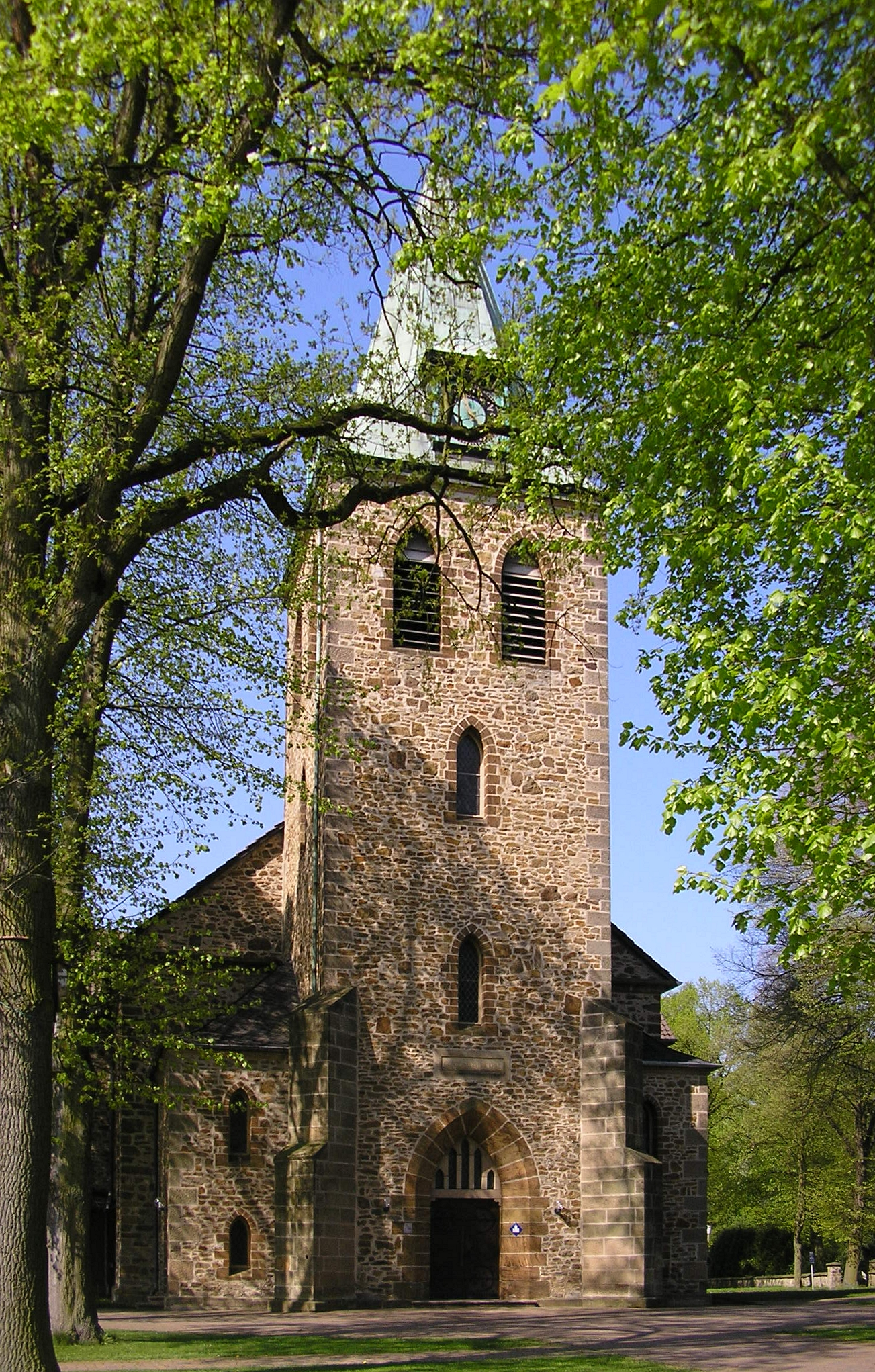
Der Turm der Kirche von Mennighüffen

Die Evangelische Kirche in Mennighüffen ist das Gotteshaus der evangelisch-lutherischen Gemeinde von Löhne-Mennighüffen (Kreis Herford).

## Geschichte
Eine erste urkundliche Erwähnung Mennighüffens findet sich in einer Urkunde Bischof Egilberts von Minden, als dieser 1055 ein Gut in Mennighüffen dem Stift St. Martini in Minden übergab. Im Jahr 1347 wurde urkundlich erstmals eine Kirche in Mennighüffen mit Wohnsitz eines Pfarrers erwähnt. 1748 wurden alle Gebäude um den Kirchplatz durch einen Brand zerstört.
Ein daraufhin erfolgter notdürftiger Neubau musste im Jahr 1820 abgerissen und durch den Bau ersetzt werden, der heute noch im Kern der Mennighüffener Kirche zu finden ist. Bei diesen Baumaßnahmen wurde jeweils der alte mittelalterliche Kirchturm erhalten. Dieser erwies sich schließlich 1928 als baufällig und wurde bis zur Hälfte abgetragen und im Rahmen der Innenrenovierung der Kirche 1930/31 in einen neuen Chorraum umgestaltet. An Stelle des alten Chorraums auf der Ostseite der Kirche wurde ein neuer Turm errichtet. Die Kirche hat somit ihre traditionelle Ausrichtung eines christlichen Sakralbaus nach Osten verloren, da sich seitdem der Altar im Westen befindet.
Von 1931 bis 1949 war Ernst Wilm, der spätere Präses der Evangelischen Kirche von Westfalen, Pfarrer in Mennighüffen. 1941 wurde unter ihm der heute noch vorhandene Altaraufsatz aufgestellt. Pfarrer Wilm wurde als Mitglied der Bekennenden Kirche 1942 verhaftet und war bis 1945 im Konzentrationslager Dachau inhaftiert. Dort entwarf er die Kanzeltafeln für seine Kirche. Die Entwürfe konnten aus dem Lager geschmuggelt werden.

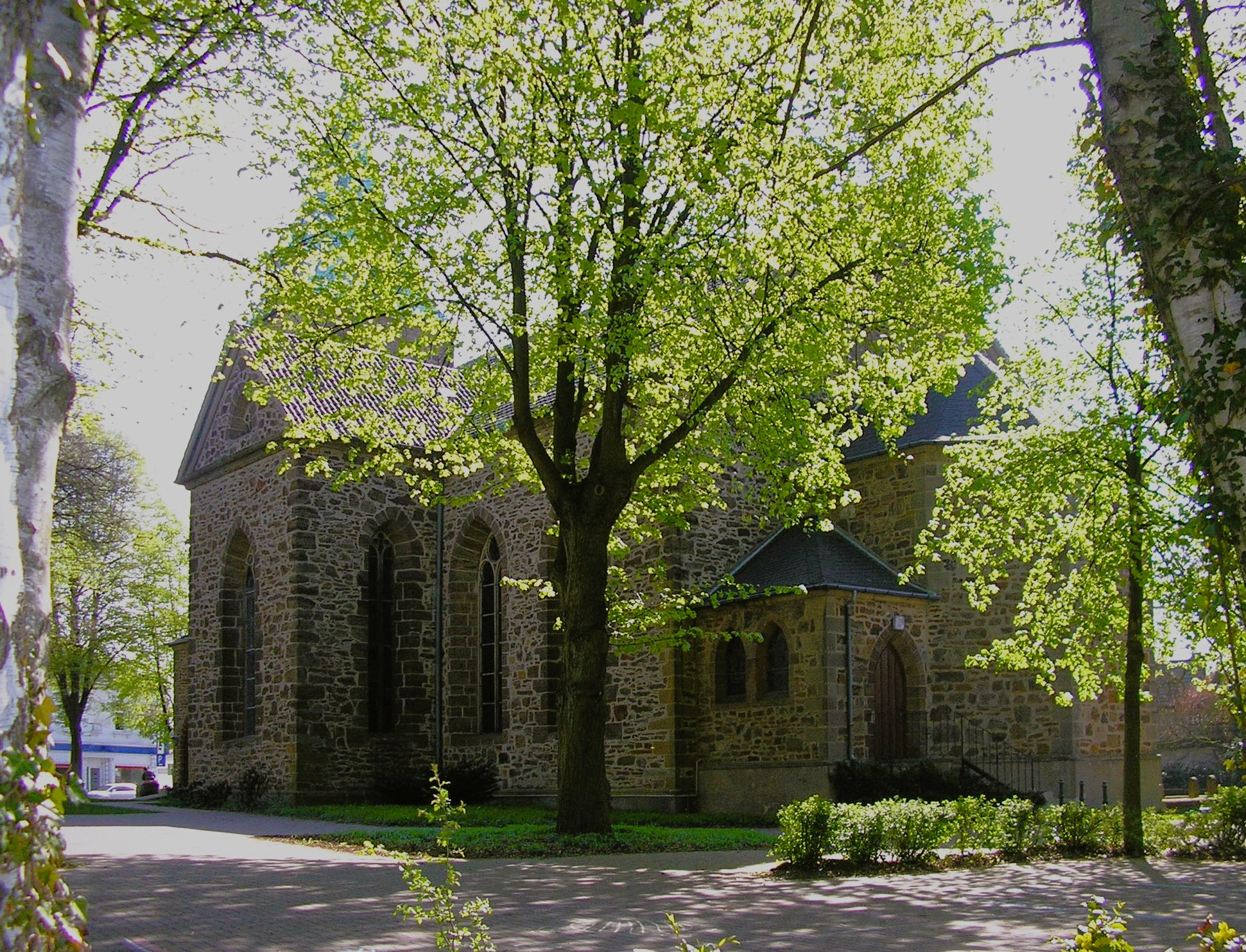
Die Kirche von Nordwesten
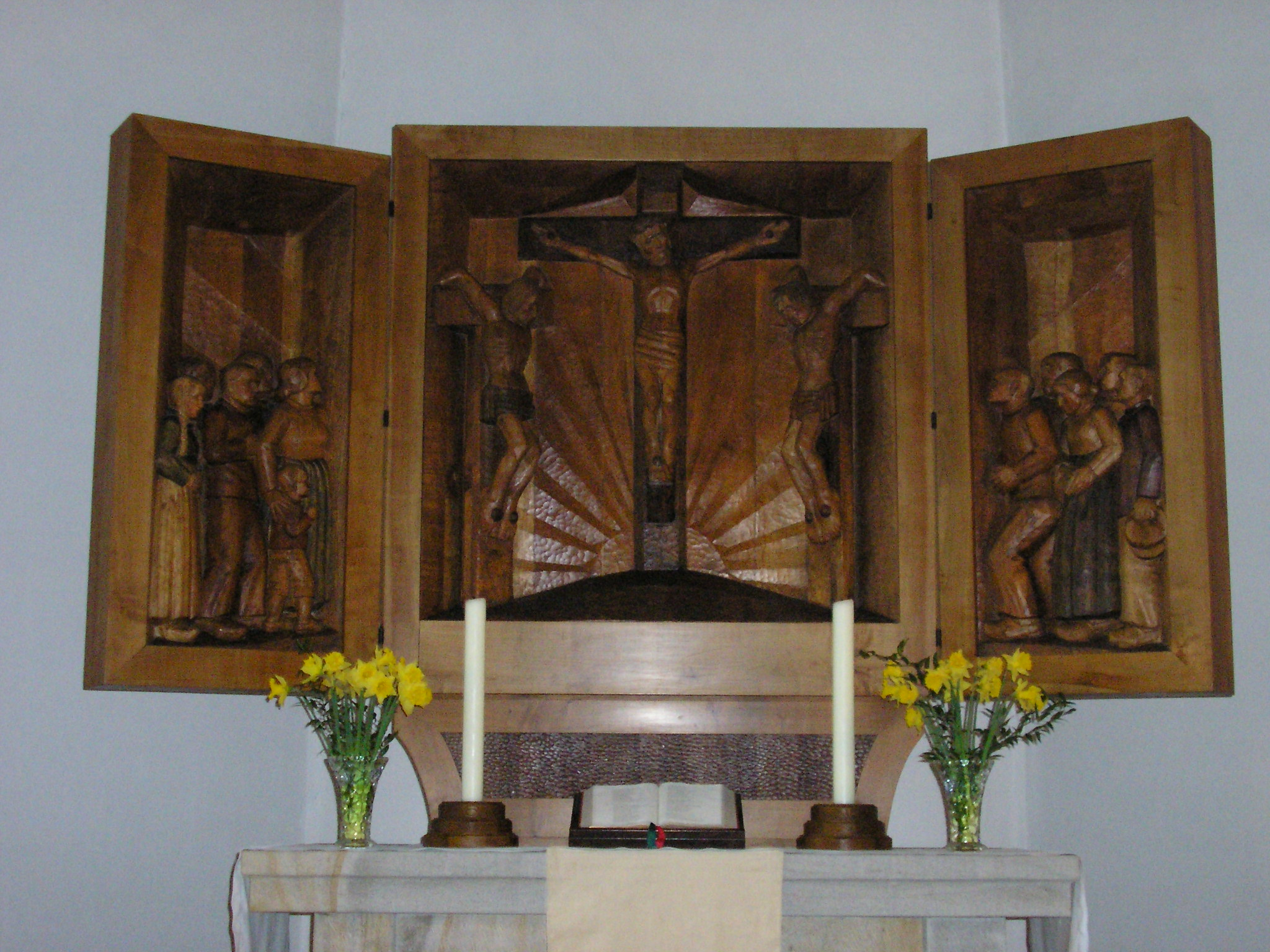
Der Altar